# 婆羅多母親

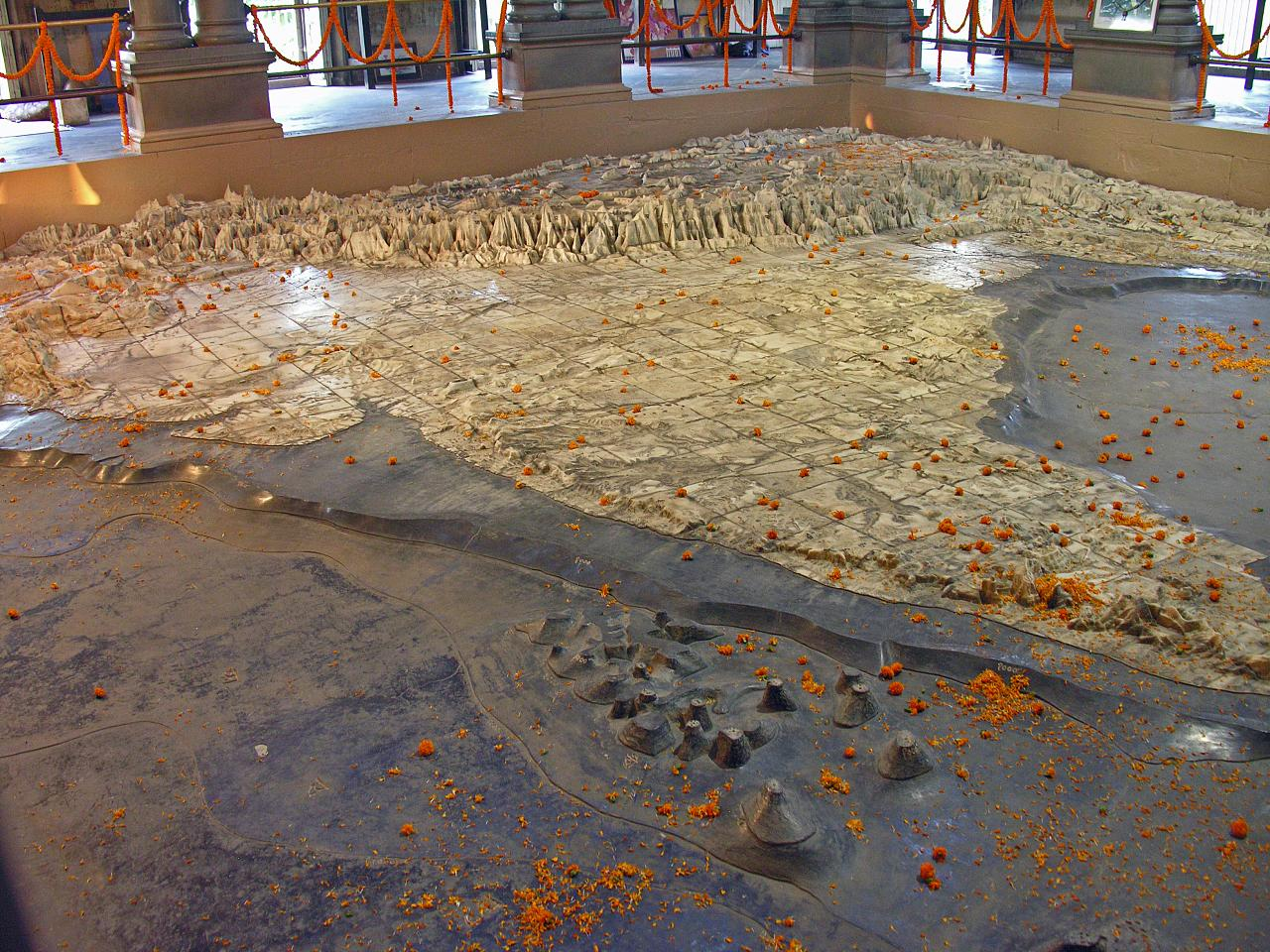
印度瓦拉納西的婆羅多母親廟（Bharat Mata Mandir），殿中大理石製成的立體印度地圖

婆羅多母親（印地語：Bhārat Mata，羅馬化：Bhāratamba；Bharat[婆羅多]意為印度，Mata意為母親。英語有時寫成Mother India），是印度的國家擬人化身。通常描繪成穿藏紅色紗麗的女神，手持印度國旗。有時騎獅子。

由此形象衍生出的愛國口號Bharat Mata ki Jai’（「婆羅多母親勝利」）曾被印度陸軍使用。

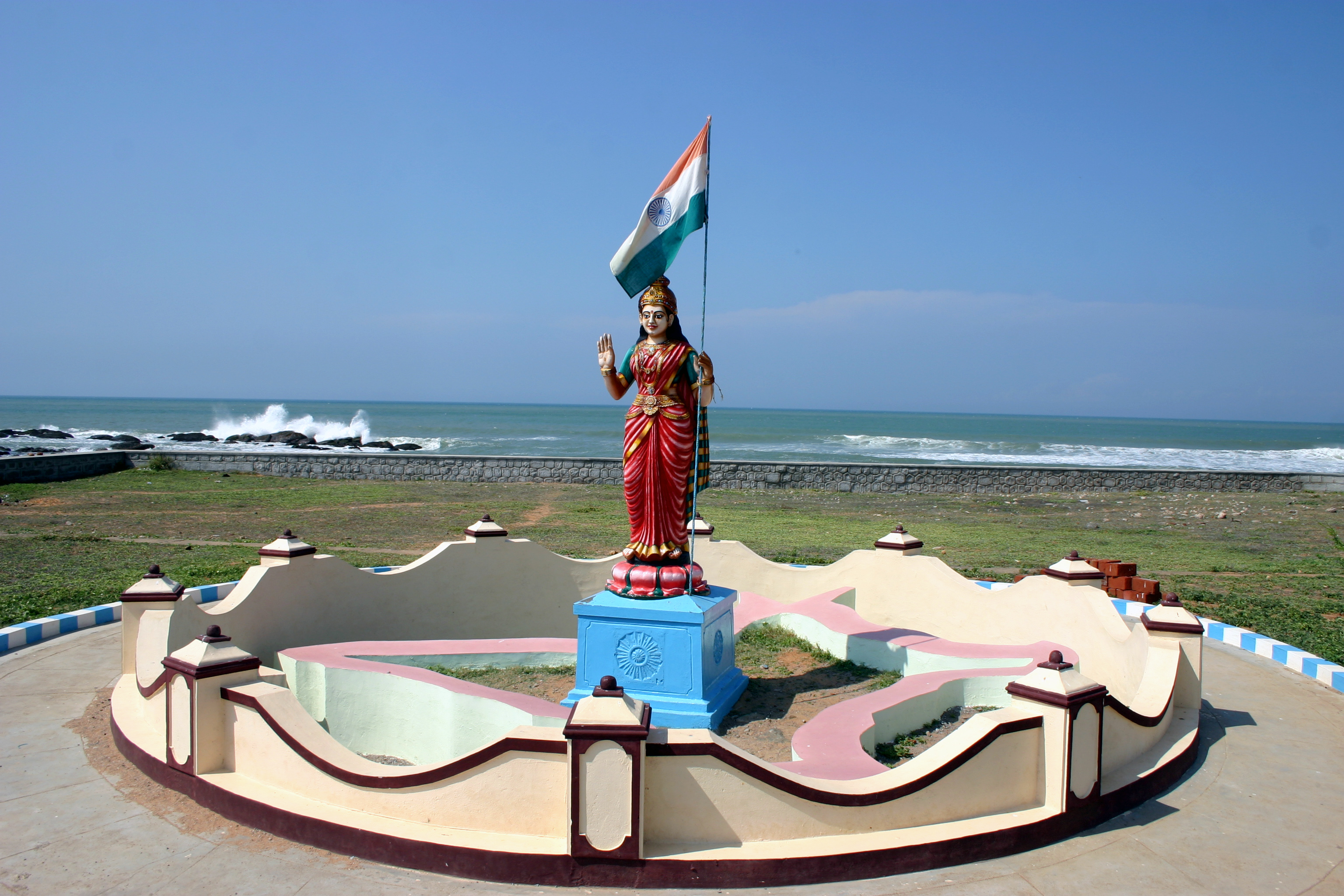
印度科摩林角的婆羅多母親雕像

## 歷史
婆羅多母親的形象出現於19世紀末印度独立运动思潮萌芽時期，孟加拉地區的知識分子班金·钱德拉·查特吉以此形象創作了小說Anandamath和詩歌Vande Mataram，出版於1882年。1896年Vande Mataram一詩被泰戈尔譜成曲，傳頌一時。1936年，在瓦拉納西為婆羅多母親建立了廟宇，殿中沒有神像，只有大理石製成的立體印度地圖。後來在赫尔德瓦尔、加爾各答等地也建立了婆羅多母親廟。